# Провато
Провато (греч. πρόβατον «овечье место», по другой, более вероятной, версии от итал. provato «испытанный, проверенный»; координаты 44°57’43"N 35°20’28"E) — бухта в Крыму, между Коктебелем и Феодосией, ограничена Пятым мысом и мысом Киик-Атлама («прыжок дикой козы»), с севера бухту ограничивает хребет Джан-Хуторан. Сама бухта находится в Коктебельском заливе. Возможно, название бухта получила от balneum privatum — частные купальни. На берегу бухты расположен пгт Орджоникидзе. Бухта разделена на поселковый пляж, а также Первый, Второй, Третий и Четвёртый пляжи — между ними соответственно находятся мысы Первый, Второй, Третий и Четвёртый; за последним из пляжей располагается Пятый мыс. Пройти вдоль всех мысов можно по береговой тропе, по козьим тропам и по хребту Джан-Хуторан. Пятый мыс можно обойти только по морю (иногда по щиколотку), при этом протоптанная подводная тропа хорошо видна в прозрачной воде.
Пляжи бухты Провато в основном песчаные и галечные, с удобным спуском в воду. Бухта соседствует с Тихой бухтой и Двуякорной бухтой.

## История
После первого падения Константинополя (1204) акваторию бухты взяли под свой контроль венецианские торговцы, но к началу XIV века их вытеснили генуэзцы, давшие ей название Поссидима. В XV веке самым многочисленным народом юго-восточного побережья стали армяне. До Великой Отечественной войны недалеко у берегов бухты сохранялись остатки средневекового армянского монастыря конца XIV века. Именно по этому монастырю турки называли бухту Тэкиё (букв. «монастырская»). У современных русскоязычных рыбаков слово Провато стало употребляться как Праватка, от слова «правая».